# Riu Barxeta
El riu Barxeta és un riu de les comarques centrals del País Valencià, afluent del riu Albaida pel marge dret, dins la conca del Xúquer.
Neix a la serra del Buixcarró, dins el terme municipal de Quatretonda (Vall d'Albaida), i després de passar per Barxeta i per Llocnou d'en Fenollet (Costera), desemboca al riu d'Albaida aigua avall de la Torre d'en Lloris.
El riu manté un cabal permanent i net i la seua aigua contribueix a alimentar la séquia comuna de l'Ènova.